# ذو سمعة جيدة (فلم)
ذو سمعة جيدة (بالإنجليزية: Of Good Report) هو فيلم رومانسي جنوب أفريقي صدر سنة 2013 وأخرجه جميل كيبيكا. الفيلم من بطولة كل من موثوزي ماغانو وبترونيلا تشوما. خلال الدورة العاشرة من حفل توزيع جوائز الأكاديمية الأفريقية للأفلام، حصل الفيلم على أكبر عدد من الترشيحات والجوائز، أبرزها كان حصوله على جائزة الأكاديمية الأفريقية للأفلام لأفضل فيلم. عُرض الفيلم في دورة سنة 2013 من مهرجان تورنتو السينمائي الدولي.
في يوليو 2013، وخلال الدورة الرابعة والثلاثين من مهرجان ديربان السينمائي الدولي، أُعلن عن حظر عرض فيلم ذو سمعة جيدة في المهرجان حيث أن الفيلم كان قد اختير في الأصل ليكون الفيلم الافتتاحي للدورة، وقد حظرت الفيلم المؤسسة الوطنية للأفلام والفيديو بسبب احتوائه على «مواد إباحية للأطفال»، وقد أُلغي هذا القرار لاحقًا بعد استئناف تقد به مُنتجو الفيلم.

## طاقم التمثيل
- موثوسي ماغانو في دور باركر سيثول.
- بترونيلا تشوما في دور نوليثا نجوبان.
- تشامانو سيبي في دور فوياني.
- لي آن فان روي في دور أرندسي.
- تينا جاكسا في دور مديرة المدرسة.
- توبي مخوانازي في دور سكويزا.
- نوملي نكونييني في دور لاندالي.
- ليهليبو ماغوغو في دور سيفو.
- فرانسيس ندلازيلوانا في دور الجدة.
- ماري توالا في دور إستير سيثول.

## قصة الفيلم
يحكي الفيلم قصة علاقة رومانسية غير لائقة بين مُدرس في مدرسة ثانوية وإحدى طالباته.

## الاستقبال النقدي
أعطى بيتر برادشو من صحيفة الغارديان الفيلم تقييم 4/5، مُشيدًا بالقصة والحبكة والجو الكامل للفيلم.  أوضحت ديبورا يونغ عن هوليوود ريبورتر أن «موهبة كوبيكا غير التقليدية تجعل الشرارات تتطاير في فيلم مُثير يسخر بلطف من النوع ويترك طعمًا مُقلقًا بعد ذلك».

## الجوائز والترشيحات
- جائزة الأكاديمية الأفريقية للأفلام لأفضل فيلم (فاز)
- جائزة الأكاديمية الأفريقية للأفلام لأفضل مخرج (فاز)
- جائزة الأكاديمية الأفريقية للأفلام لأفضل ممثل في دور رئيسي (فاز)
- جائزة الأكاديمية الأفريقية للأفلام لأفضل ممثل في دور مساعد
- جائزة الأكاديمية الأفريقية للأفلام لأفضل ممثلة في دور مساعد
- جائزة الأكاديمية الأفريقية للأفلام لأفضل ممثل واعد (فاز)
- جائزة الأكاديمية الأفريقية للأفلام لأفضل سيناريو (فاز)
- جائزة الأكاديمية الأفريقية للأفلام لأفضل مونتاج
- جائزة الأكاديمية الأفريقية للأفلام لأفضل تصوير سينمائي
- جائزة الأكاديمية الأفريقية للأفلام لأفضل صوت
- جائزة الأكاديمية الأفريقية للأفلام لأفضل مؤثرات بصرية
- جائزة الأكاديمية الأفريقية للأفلام لأفضل موسيقى تصويرية
- جائزة الأكاديمية الأفريقية للأفلام لأفضل تصميم إنتاج

## روابط خارجية
مقالات تستعمل روابط فنية بلا صلة مع ويكي بيانات